# Momentum (2015)
Momentum is een Zuid-Afrikaanse en Zuid-Amerikaanse actie- en thrillerfilm die uitgebracht is in 2015. De filmregisseur was Stephen Campanelli met Olga Kurylenko, Morgan Freeman en James Purefoy in de hoofdrollen.

## Verhaal
Alex (Olga Kurylenko) is een getrainde ex-militair, die samen met haar ex-partner een overval pleegt op een bankoverval. Dit gebeurt op een hightech manier wat haar laatste keer zal gaan zijn. Tijdens deze overval steelt Alex ook per ongeluk een belangrijke flashdrive met belastend bewijs. Hierdoor wordt zij tijdens de film achtervolgd door een team van agenten die opereren onder leiding van Mr. Washington (James Purefoy). Mr. Washington staat in contact met de anonieme senator (Morgan Freeman) die deze flashdrive graag zou willen hebben.
Ondanks dat Alex achtervolgd wordt door deze groep agenten en daarmee in een kat-en-muis achtervolging komt door de stad, wordt er geprobeerd om te achterhalen wie achter de groep van Mr. Washington zit.

## Cast
| Echte naam       | Naam in de film       |
| ---------------- | --------------------- |
| Olga Kurylenko   | Alexis "Alex" Faraday |
| James Purefoy    | Mr. Washington        |
| Lee-Anne Summers | Penny Fuller          |
| Hlomla Dandala   | Mr. Madison           |
| Morgan Freeman   | (Anonieme) Senator    |
| Karl Thaning     | Doug MacArthur        |
| Shelley Nicole   | Ms. Clinton           |

## Productie
De film was geregisseerd door Stephen Campanelli en was daarmee zijn eerste film die Campanelli regisseerde. De film werd geschreven door Adam Marcus en Debra Sullivan. De productie van deze film werd gedaan door Anton Ernst. Deze film zou een onderdeel zijn van een filmreeks.
In de film speelt Olga Kurylenko de hoofdrol als "Alexis", James Purefoy als de antagonist "Mr. Washington" en Morgan Freeman als de Amerikaanse senator. Vincent Cassel zou eerst de tegenhanger worden van Kurylenko, maar werd toch vervangen door James Purefoy vanwege zijn rol in de eerder gelanceerde televisie-serie "The Following". Naar aanleiding van de eerdere samenwerking tussen Campanelli en Freeman, toen Campanelli nog cameraman was bij Clint Eastwood, bood Freeman zijn rol aan om als de Amerikaanse senator te spelen.
De film maakte haar debuut tijdens het Fantasia International Film Festival dat plaatsvond op 22 juli 2015 in Montreal (Canada), tevens de geboorteplaats van de regisseur Campanelli. De film werd op 16 oktober 2015 uitgebracht in Amerika.

## Recensies
De film Momentum ontving over het algemeen negatieve reacties. Op de website van Rotten Tomatoes kreeg de film een gemiddelde score van 3,6 van de 10 punten. Deze beoordeling was gedaan door 31 film critici. Op de website van Metacritic kreeg de film een score van 18 van de 100 punten die door 6 critici waren gedaan. Dit zou hebben geleid tot "overweldigende afkeer".
Tijdens het lanceringsweekend verdiende de film in het Verenigd Koninkrijk maar £ 46 vanuit de 10 theaters die de film aanbood. In Maleisië verdiende de film $ 60.126. De film verdiende in Thailand $ 43.940. Over het algemeen was het dus een grote tegenvaller.